# Equacions de Roothaan-Hall
Les equacions de Roothaan-Hall són una representació del mètode de Hartree-Fock en un conjunt de bases no ortonormal que pot ser de tipus gaussià o de tipus Slater. S'aplica a molècules o àtoms de capa tancada on tots els orbitals moleculars o orbitals atòmics, respectivament, estan doblement ocupats. Això s'anomena generalment teoria restringida de Hartree-Fock.
Aquestes equacions van ser desenvolupades independentment per Clemens C. J. Roothaan i George G. Hall el 1951, i per això de vegades s'anomena equacions de Roothaan-Hall. Aquestes equacions es poden escriure en una forma semblant a una descomposició en valors propis d'una matriu, tot i que no són una descomposició de valors propis estàndard perquè són no lineals:
{\displaystyle \mathbf {F} \mathbf {C} =\mathbf {S} \mathbf {C} \mathbf {\epsilon } }
On F és la matriu de Fock (que depèn dels coeficients C a causa de les interaccions electró-electró), C és una matriu de coeficients, S és la matriu de superposició de les funcions base, i {\displaystyle \epsilon } és la matriu (diagonal, per convenció) d'energies orbitals. En el cas d'una base ortonormalitzada, la matriu de superposició, S, es redueix a la matriu d'identitat. Aquestes equacions són essencialment un cas especial d'un mètode de Galerkin aplicat al mètode de Hartree-Fock utilitzant un conjunt de bases particular.
A diferència del mètode de Hartree-Fock, que són equacions integro-diferencials, les equacions de Roothaan-Hall tenen forma matricial. Per tant, es poden resoldre fent servir tècniques estàndard.